# Lizac
Lizac ist eine Gemeinde im Südwesten Frankreichs im Département Tarn-et-Garonne in der Region Okzitanien (vor 2016 Midi-Pyrénées). Sie hat 545 Einwohner (Stand: 1. Januar 2022), gehört zum Arrondissement Castelsarrasin und ist Teil des Kantons Moissac. Die Einwohner werden Lizacais genannt.

## Geographie
Lizac liegt am Tarn, der die Gemeinde im Süden begrenzt. Umgeben wird Lizac von den Nachbargemeinden Lafrançaise im Norden und Osten, Meauzac im Osten, Labastide-du-Temple im Südosten, Les Barthes im Süden und Südwesten sowie Moissac im Westen und Nordwesten.

## Bevölkerungsentwicklung
| 1962                       | 1968 | 1975 | 1982 | 1990 | 1999 | 2006 | 2018 |
| 472                        | 455  | 418  | 445  | 452  | 414  | 437  | 520  |
| Quellen: Cassini und INSEE |      |      |      |      |      |      |      |

## Sehenswürdigkeiten
- Kirche Saint-Martial aus dem 19. Jahrhundert

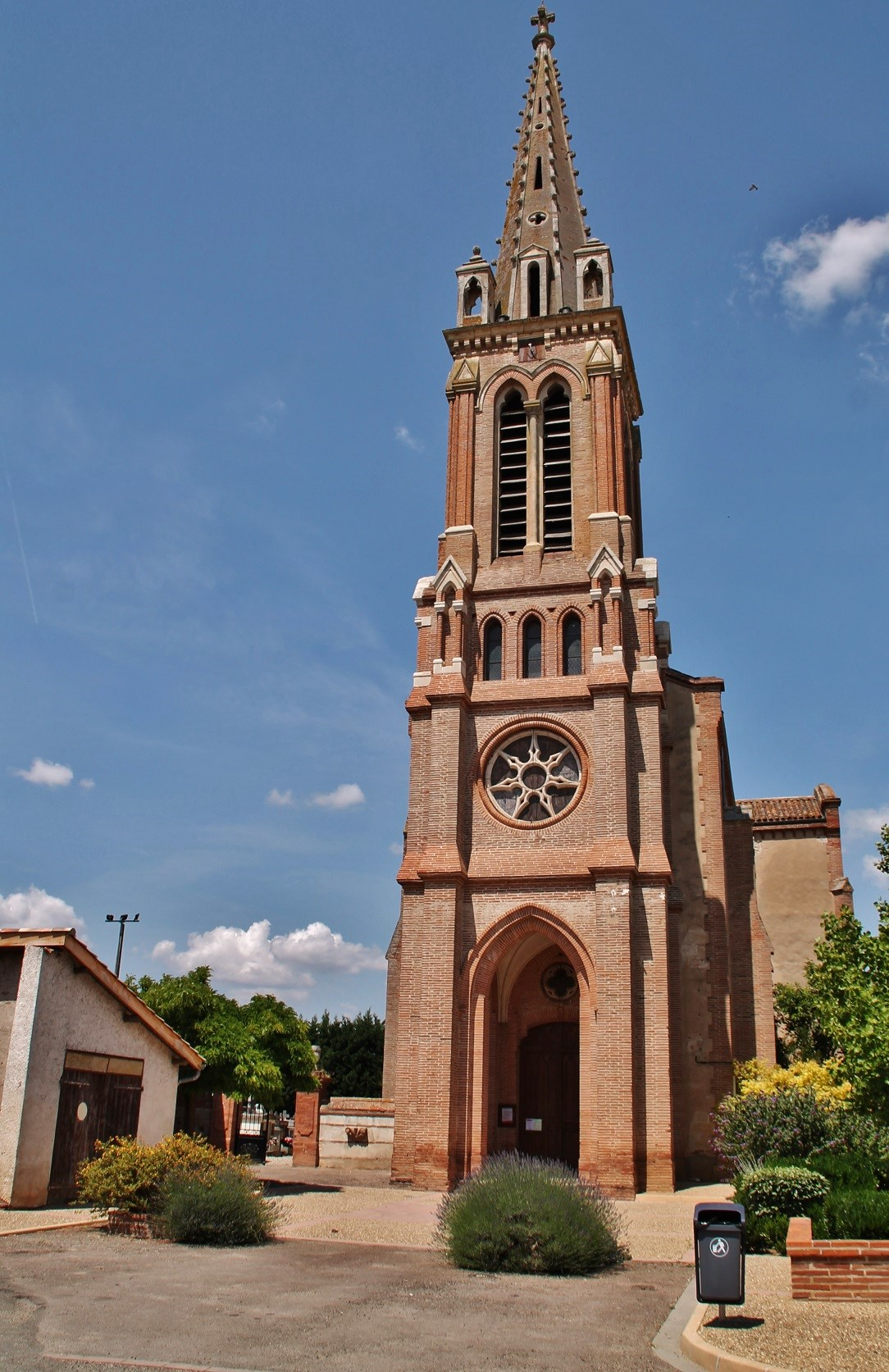
Kirche Saint-Martial

- Schloss